# Sandro Fedele
Sandro Fedele (Napoli, 15 marzo 1958) è un conduttore televisivo, autore televisivo e direttore del doppiaggio italiano.

## Biografia
Ha debuttato negli anni ottanta in Rai conducendo il programma Game e poi il contenitore per ragazzi 3, 2, 1... contatto!, esperienza proseguita nel 1982 su Italia 1 con Bim Bum Bam, affiancando in entrambe le trasmissioni Paolo Bonolis e Marina Morra.
Dopo una breve esperienza di nuovo in Rai, (con Barbara D'Urso, Corinne Cléry e Sammy Barbot conduce Forte Fortissimo TV Top), abbandona la conduzione per dedicarsi, in Mediaset, alle edizioni italiane di serie televisive importate. In particolare è il responsabile dell'edizione italiana di Beautiful, per la quale è stato premiato dai Produttori americani (Bell Philip television) come migliore doppiaggio della soap.
Come autore ha firmato l'edizione di Ciao Darwin 7, La Resurrezione e Ciao Darwin 8, Terre Desolate: in particolare è stato ideatore e scrittore delle Prove Coraggio e la quinta edizione di Chi ha incastrato Peter Pan?.
Mantiene l'attività di presentatore solitamente per eventi dal vivo: in particolare è lo storico presentatore del Premio Sportivo "la Castagna d'oro" legato alla Sagra della Castagna di Frabosa Sottana.

## Produttore e direttore di produzione
- Classe di ferro (Italia 1, 1989)
- La bugiarda
- Dagli appennini alle Ande
- Quattro piccole donne

## Conduttore televisivo
- 3, 2, 1... contatto! (Rete 1, 1980-1981)
- Game (Rete 1, 1980)
- Bim Bum Bam (Italia 1, 1982-1983)
- Forte Fortissimo TV Top (Rai 1, 1984)

## Direttore del doppiaggio
- Beautiful
- The Big Bang Theory
- Arrow
- Person of Interest
- CSI Miami
- Incorreggibili
- CSI New York
- Buffy l'ammazzavampiri
- Law & Order - Unità vittime speciali
- Grey's Anatomy
- Tempesta d'amore
- Mike & Molly
- How I Met Your Mother